# Žandov
Žandov é uma cidade checa localizada na região de Liberec, distrito de Česká Lípa.